# 25 de Agosto
25 de Agosto – miasto w Urugwaju, w departamencie Florida.